# Tetragonodon ctenorynchus
Tetragonodon ctenorynchus is een mosselkreeftjessoort uit de familie van de Philomedidae. De wetenschappelijke naam van de soort is voor het eerst geldig gepubliceerd in 1887 door Brady.